# ( ) (آلبوم)
() آلبومی از گروه موسیقی پست-راک سیگور روس است که در ۲۸ اکتبر ۲۰۰۲ منتشر شد.